# Szunyog Mihály
Szunyog Mihály, születési és 1904-ig használt nevén Strasser Mihály (Inámpuszta, Gölle, 1878. szeptember 23. – Budapest, Józsefváros, 1971. január 8.) jogász, közíró, politikus, Kovács Gyula (1874–1963) testvére.

## Életpályája
Strasser Henrik (1843–1929) gazdálkodó és Ney Regina (1845–1927) fiaként született zsidó családban. A Ciszterci Rend Pécsi Római Katolikus Főgimnáziumában érettségizett. 1897-től a Budapesti Tudományegyetem Jog- és Államtudományi Karának hallgatója lett. Felsőfokú tanulmányaival egyidejűleg elvégezte a Bécsi Kereskedelmi Akadémia külön tanfolyamát (Abiturienten-Curs) és három éven át a Magyar Általános Hitelbank tisztviselőjeként dolgozott. 1902-ben a Kolozsvári Magyar Királyi Ferenc József Tudományegyetemen jogtudori fokozatot nyert. Még egyetemi hallgató korában hírlapírói munkásságot is kifejtett. Munkatársa volt a Magyarországnak és a kolozsvári Ellenzéknek. Joggyakorlatát Kaposváron végezte, ahol kinevezték a Népjog című politikai lap felelős szerkesztőjévé. Az irodalom terén történelmi tanulmányaival és kereskedelmi szakirodalmi cikkeivel, de különösen mint esszéíró tűnt ki. Ő fordította és rendezte sajtó alá az Országos Történelmi Ereklye Múzeum Egyesületének megbízásából Czetz tábornok emlékiratait. Hosszabb utazásokat tett Európában. Beutazta Angliát, Francia-, Német- és Olaszországot. Beszélt a magyar nyelven kívül franciául, angolul, olaszul és németül.
Az Országgyűlésbe a mátészalkai kerületből került be, ahol 1905. január 26-án képviselővé választották függetlenségi és 48-as programmal, s az 1905. február 17-én összeült képviselőháznak egyik korjegyzője volt. Az első világháború idején mint tartalékos főhadnagy teljesített szolgálatot, s vitézségéért több kitüntetésben részesült.

## Családja
Első felesége Burger Móric és Frenkel Mária lánya, Eszter (1871–1913) volt, akivel 1905. április 30-án Budapesten, a Ferencvárosban kötött házasságot. 1913. november 13-án Veszprémben nőül vette Rosenblatt Manó és Haas Borbála lányát, Rádai Irént (1886–1950). Sógora Gonda Henrik (1880–1942) ügyvéd, gyorsíró, szerkesztő, miniszteri tanácsos.